# HD273763
HD273763 — хімічно пекулярна зоря спектрального класу A0, що має видиму зоряну величину в смузі V приблизно 11,0.
Вона  розташована на відстані близько 1212,5 світлових років від Сонця.